# Білоберіжжя
Білоберіжжя (до 2008 — Білобережжя) — село в Україні, у Мирогощанській сільській громаді Дубенського району Рівненської області. Населення становить 272 особи.

## Географія
Розташовано на мальовничих схилах правого берега Стубли.
Селом протікає річка Розинка.

## Історія
Найдавнішою будівлею в селі сьогодні є храм святого Архангела Михаїла. Перша згадка про Білоберізький храм у архівах Києва датована 1765 роком. У дзвіниці з північного боку вказано 1702 рік, як рік ремонту храму і дзвіниці. Іконостас виготовив, оздобив різьбою і розписав у 1905 році талановитий іконописець Аполінарій Вишневський.
У 1906 році село Варковицької волості Дубенського повіту Волинської губернії. Відстань від повітового міста 20 верст, від волості 5. Дворів 582, мешканців 518.
7 (20) листопада 1917 року, відповідно до Третього Універсалу Української Центральної Ради, увійшло до складу Української Народної Республіки.
З 2016 року входить до складу Мирогощанської сільської громади.
12 червня 2020 року, відповідно до розпорядження Кабінету Міністрів України № 722-р від «Про визначення адміністративних центрів та затвердження територій територіальних громад Рівненської області», увійшло до складу Мирогощанської сільської громади.
19 липня 2020 року, в результаті адміністративно-територіальної реформи та ліквідації  Дубенського (1939—2020) району, село увійшло до складу новоутвореного Дубенського району.